# Reinerton-Orwin-Muir
Reinerton-Orwin-Muir est une census-designated place (CDP) située dans le comté de Schuylkill, en Pennsylvanie, aux États-Unis. 
Sa population était de 1 037 habitants lors du recensement de 2000. Lors du recensement de 2010, la zone a été divisée en trois CDP : Reinerton, Orwin et Muir.